# Cupa EHF Feminin 2016-2017
Cupa EHF Feminin 2016-17 a fost a 36-a ediție a Cupei EHF și s-a desfășurat cu începere din 9 septembrie 2016.

## Formatul
Ediția din 2016-17 a fost una specială, fiind prima după schimbarea, în iulie 2016, a formatului întrecerii. Fosta Cupă EHF a fuzionat cu Cupa Cupelor EHF, rezultând o singură competiție cu un număr mai mare de echipe. În total, 65 de formații au avut șansa de a-și adjudeca trofeul. Conform noului sistem de joc, au existat trei manșe de calificare, o fază a grupelor și faze eliminatorii.

### Manșa 1 de calificare
În această manșă au fost distribuite 42 de echipe, care au jucat grupate câte două, în sistem tur-retur. Turul s-a desfășurat între 9 și 17 septembrie, iar returul între 10 și 18 septembrie 2016.

### Manșa a 2-a de calificare
În această manșă au fost distribuite în primă fază 11 echipe, din care 8 s-au calificat direct în această rundă, iar celelalte 3 au fost echipe învinse în turneele de calificări pentru Liga Campionilor. În manșa a 2-a au avansat și cele 21 de echipe câștigătoare din manșa 1. Cele 32 de echipe rezultate în total au jucat grupate câte două, în sistem tur-retur. Turul s-a desfășurat pe 15 și 16 octombrie, iar returul pe 22 și 23 octombrie 2016.

### Manșa a 3-a de calificare
În această manșă au fost distribuite direct alte 8 echipe, printre care și cele două deținătoare ale trofeelor din sezonul 2015-16: Dunaújvárosi KKA, câștigătoare a Cupei EHF, și Team Tvis Holstebro, câștigătoare a Cupei Cupelor EHF. În manșa a 3-a au avansat și cele 16 echipe câștigătoare din manșa 1. Cele 24 de echipe rezultate în total au jucat grupate câte două, în sistem tur-retur. Turul s-a desfășurat pe 12 și 13 noiembrie, iar returul pe 19 și 20 noiembrie 2016.

## Tragerile la sorți și datele manșelor
Toate tragerile la sorți au avut loc la sediul Federației Europene de Handbal din Viena, Austria. Manșele 1 și a 2-a au fost trase la sorți pe data de 19 iulie 2016, iar extragerea a fost transmisă în direct pe internet. Manșa a treia a fost trasă la sorți pe 25 octombrie 2016. Faza grupelor a fost trasă la sorți pe 24 noiembrie 2016, în timp ce ordinea celor două meciuri ale finalei pe 18 aprilie 2017.
| Rundă         | Data tragerii la sorți | Tur                          | Retur                        |
| ------------- | ---------------------- | ---------------------------- | ---------------------------- |
| Manșa 1       | 19 iulie 2016          | 9-17 septembrie 2016         | 10-18 septembrie 2016        |
| Manșa a 2-a   | 19 iulie 2016          | 15-16 octombrie 2016         | 22-23 octombrie 2016         |
| Manșa a 3-a   | 25 octombrie 2016      | 12-13 noiembrie 2016         | 19-20 noiembrie 2016         |
| Faza grupelor | 21 noiembrie 2016      | 7 ianuarie–12 februarie 2017 | 7 ianuarie–12 februarie 2017 |
| Finala        | 18 aprilie 2017        | 7 mai 2017                   | 13 mai 2017                  |

## Faza calificărilor
Pentru a reduce din costurile deplasărilor și cazărilor, unele echipe au fost de acord să joace ambele meciuri în aceeași sală, pe terenul adversarului. Aceste cazuri sunt prezentate în notele din subsolul tabelelor. 

### Manșa 1
Formațiile evidențiate cu caractere aldine s-au calificat în Manșa a 2-a.
| Echipa 1                   | Scor gen. | Echipa 2                   | Tur   | Retur |
| -------------------------- | --------- | -------------------------- | ----- | ----- |
| VfL Oldenburg              | 77–40a)   | Bnei Hertzeliya            | 41–20 | 36–20 |
| Alba Fehérvár KC           | 55–340    | Vistal Gdynia              | 28–17 | 27–17 |
| HB Dudelange               | 22–79b)   | HC Dunărea Brăila          | 12–43 | 10–36 |
| Lugi HF                    | 43–540    | Nykøbing Falster HK        | 23–25 | 20–29 |
| SPONO Eagles               | 71–30c)   | KHF Prishtina              | 41–14 | 30–16 |
| Dinamo-Sinara              | 56–41d)   | Succes Schoonmaak          | 29–19 | 27–22 |
| HC Holon                   | 37–74e)   | Tertnes Bergen             | 21–32 | 16–42 |
| HŽRK Grude                 | 33–83f)   | Corona Brașov              | 16–43 | 17–40 |
| Byasen Trondheim           | 57–40g)   | RK Zagorje                 | 32–20 | 25–20 |
| Nantes Loire Atlantique HB | 81–27h)   | Alavarium / Love Tiles     | 47–16 | 34–11 |
| DHK Baník Most             | 58–55i)   | BNTU-BelAZ Minsk           | 28–23 | 30–32 |
| HC Neistin                 | 44–570    | CSM Ploiești               | 24–26 | 20–31 |
| ŽRK Naisa Niš              | 34–71j)   | SG BBM Bietigheim          | 15–34 | 19–37 |
| Galiceanka Lviv            | 44–46k)   | SPR Pogoń Baltica Szczecin | 24–22 | 20–24 |
| ŽRK Izvor-Bukovička Banja  | 71–34l)   | A.C. Latsia Nicosia        | 38–14 | 33–20 |
| Kuban Krasnodar            | 67–48m)   | O.F.N. Ionias              | 36–24 | 31–24 |
| Issy Paris Hand            | 59–43n)   | LC Brühl Handball          | 29–20 | 30–23 |
| ACME-Žalgiris Kaunas       | 51–55o)   | Muratpaşa Belediyesi SK    | 27–30 | 24–25 |
| Vipers Kristiansand        | 89–22p)   | Cassano Magnago            | 52–10 | 37–12 |
| Skuru IK                   | 44–450    | DHC Slavia Praha           | 26–22 | 18–23 |
| Brest Bretagne Handball    | 61–340    | Madeira Andebol SAD        | 30–16 | 31–18 |

Note
| a) Ambele meciuri au fost găzduite de VfL Oldenburg, la Oldenburg. b) Ambele meciuri au fost găzduite de HC Dunărea Brăila, la Brăila. c) Ambele meciuri au fost găzduite de SPONO Eagles, la Nottwil. d) Ambele meciuri au fost găzduite de Dinamo-Sinara, la Volgograd. e) Ambele meciuri au fost găzduite de Tertnes Bergen, la Bergen. f) Ambele meciuri au fost găzduite de Corona Brașov, la Brașov. g) Ambele meciuri au fost găzduite de Byasen Trondheim, la Trondheim. h) Ambele meciuri au fost găzduite de Nantes Loire Atlantique HB, la Nantes. | i) Ambele meciuri au fost găzduite de DHK Baník Most, la Most. j) Ambele meciuri au fost găzduite de SG BBM Bietigheim, la Ludwigsburg. k) Ambele meciuri au fost găzduite de Galiceanka Lviv, la Lviv. l) Ambele meciuri au fost găzduite de ŽRK Izvor, la Aranđelovac. m) Ambele meciuri au fost găzduite de Kuban Krasnodar, la Krasnodar. n) Ambele meciuri au fost găzduite de LC Brühl Handball, la St. Gallen. o) Ambele meciuri au fost găzduite de Muratpaşa Belediyesi SK, la Antalya. p) Ambele meciuri au fost găzduite de Vipers Kristiansand, la Kristiansand. |

### Manșa a 2-a
| Echipa 1                   | Scor gen. | Echipa 2                | Tur   | Retur |
| -------------------------- | --------- | ----------------------- | ----- | ----- |
| HC Gomel                   | 37–53     | HC Dunărea Brăila       | 15–27 | 22–26 |
| Dinamo-Sinara              | 51–60a)   | Brest Bretagne Handball | 25–29 | 26–31 |
| SG BBM Bietigheim          | 60–430    | Corona Brașov           | 37–24 | 23–19 |
| ÉRD                        | 59–520    | Issy Paris Hand         | 30–26 | 29–26 |
| DHC Slavia Praha           | 45–650    | Viborg HK               | 23–29 | 22–36 |
| CSM Ploiești               | 33–92b)   | IUVENTA Michalovce      | 19–43 | 14–49 |
| ŽRK Izvor-Bukovička Banja  | 54–59c)   | SERCODAK Dalfsen        | 26–34 | 28–25 |
| SPONO Eagles               | 51–73d)   | Kuban Krasnodar         | 23–35 | 28–38 |
| CSM Roman                  | 49–55     | Alba Fehérvár KC        | 25–27 | 24–28 |
| TuS Metzingen              | 59–470    | DHK Baník Most          | 30–22 | 29–25 |
| Muratpaşa Belediyesi SK    | 33–56e)   | Randers HK              | 20–30 | 13–26 |
| VfL Oldenburg              | 52–48     | Fleury Loiret Handball  | 29–22 | 23–26 |
| SPR Pogoń Baltica Szczecin | 57–680    | Nykøbing Falster HK     | 29–35 | 28–33 |
| Byasen Trondheim           | 62–53     | Tertnes Bergen          | 33–27 | 29–26 |
| GK Lada Toliatti           | 55–550    | Vipers Kristiansand     | 29–23 | 26–32 |
| Nantes Loire Atlantique HB | 52–490    | DVSC-TVP                | 24–23 | 28–26 |

Note
a) Ambele meciuri vor fi găzduite de Brest Bretagne Handball, la Landerneau.
b) Ambele meciuri vor fi găzduite de Iuventa Michalovce, la Michalovce.
c) Ambele meciuri vor fi găzduite de SERCODAK Dalfsen, la Dalfsen.
d) Ambele meciuri au fost găzduite de Kuban Krasnodar, la Krasnodar.
e) Ambele meciuri au fost găzduite de Randers HK, la Randers.

### Manșa a 3-a
În afara celor 16 echipe venite din manșa a 2-a de calificare, alte 8 echipe au fost distribuite direct în manșa a 3-a:
| - Hypo Niederösterreich - RK Podravka Vegeta - Team Tvis Holstebro - Super Amara Bera Bera | - Dunaújvárosi Kohász KA - Indeco Conversano - MKS Selgros Lublin - Ankara Yenimahalle BSK |

Cele 24 de echipe au fost împărțite în două urne valorice de câte 12, conform coeficienților EHF. Distribuția în urne a fost anunțată pe 24 octombrie 2016:
| Urna valorică 1            | Urna valorică 1        | Urna valorică 1        | Urna valorică 1 |
| -------------------------- | ---------------------- | ---------------------- | --------------- |
| Hypo Niederösterreich      | Super Amara Bera Bera  | MKS Selgros Lublin     |                 |
| RK Podravka Koprivnica     | Dunaújvárosi Kohász KA | HC Dunărea Brăila      |                 |
| Viborg HK                  | Indeco Conversano      | IUVENTA Michalovce     |                 |
| Team Tvis Holstebro        | SERCODAK Dalfsen       | Ankara Yenimahalle BSK |                 |
| Urna valorică 2            |                        |                        |                 |
| Nykøbing Falster HK        | SG BBM Bietigheim      | ÉRD                    |                 |
| Randers HK                 | TuS Metzingen          | Byasen Trondheim       |                 |
| Brest Bretagne HB          | VfL Oldenburg          | GK Lada Toliatti       |                 |
| Nantes Loire Atlantique HB | Alba Fehérvár KC       | Kuban Krasnodar        |                 |

Tragerea la sorți a echipelor a avut loc pe 25 octombrie 2016, la ora 11:00, la sediul EHF din Viena, Austria. Fiecare echipă din prima urnă valorică a fost împerecheată cu o echipă din a doua urnă valorică. 
| Echipa 1               | Scor gen. | Echipa 2                   | Tur   | Retur |
| ---------------------- | --------- | -------------------------- | ----- | ----- |
| Ankara Yenimahalle BSK | 56–63     | TuS Metzingen              | 33–27 | 23–36 |
| Hypo Niederösterreich  | 49–61     | Kuban Krasnodar            | 23–29 | 26–32 |
| GK Lada Toliatti       | 57–48     | Viborg HK                  | 29–26 | 28–22 |
| SERCODAK Dalfsen       | 49–62     | Nantes Loire Atlantique HB | 21–31 | 28–31 |
| Team Tvis Holstebro    | 46–58     | VfL Oldenburg              | 25–27 | 21–31 |
| IUVENTA Michalovce     | 42–55     | Alba Fehérvár KC           | 23–28 | 19–27 |
| Randers HK             | 51–50     | MKS Selgros Lublin         | 28–27 | 23–23 |
| Indeco Conversano      | 46–72     | Nykøbing Falster HK        | 24–36 | 22–36 |
| HC Dunărea Brăila      | 48–58     | Byasen Trondheim           | 25–24 | 23–34 |
| RK Podravka Koprivnica | 36–47     | SG BBM Bietigheim          | 16–23 | 20–24 |
| ÉRD                    | 60–47     | Dunaújvárosi Kohász KA     | 29–22 | 31–25 |
| Super Amara Bera Bera  | 39–48     | Brest Bretagne HB          | 20–25 | 19–23 |

### Clasamentul marcatoarelor manșei a 3-a
La realizarea clasamentului au fost luate în considerare doar golurile înscrise în manșa a 3-a de calificare.
Actualizat pe 20 noiembrie 2016
| Poz. | Nume                       | Echipă                     | Goluri |
| ---- | -------------------------- | -------------------------- | ------ |
| 1    | Yeliz Özel (TUR)           | Ankara Yenimahalle BSK     | 19     |
| 2    | Laura Rotondo (ITA)        | Indeco Conversano          | 18     |
| 3    | Angie Geschke (GER)        | VfL Oldenburg              | 17     |
| 3    | Anna Loerper (GER)         | TuS Metzingen              | 17     |
| 5    | Kristina Kristiansen (DEN) | Nykøbing Falster HK        | 16     |
| 6    | Ivana Božović (MNE)        | MKS Selgros Lublin         | 15     |
| 6    | Anette Jensen (DEN)        | Team Tvis Holstebro        | 15     |
| 6    | Larissa Nusser (NED)       | SERCODAK Dalfsen           | 15     |
| 9    | Bianca Tiron (ROU)         | HC Dunărea Brăila          | 14     |
| 10   | Beatriz Escribano (ESP)    | Nantes Loire Atlantique HB | 13     |
| 10   | Kinga Klivinyi (HUN)       | ÉRD                        | 13     |
| 10   | Evghenia Levcenko (UKR)    | IUVENTA Michalovce         | 13     |
| 10   | Elizaveta Malașenko (RUS)  | GK Lada Toliatti           | 13     |

## Faza grupelor
În afara celor 12 echipe avansate din manșa a 3-a de calificare, în această fază au evoluat și cele 4 echipe eliminate din grupele preliminare ale Ligii Campionilor EHF. Cele 16 echipe au fost împărțite în patru urne valorice de câte 4. Distribuția în urnele valorice a fost anunțată pe 21 noiembrie 2016. Cele 4 echipe eliminate din Liga Campionilor au fost distribuite împreună în urna valorică 1. Echipele din cele patru urne valorice au fost trase la sorți în patru grupe de câte patru echipe, în care au jucat după sistemul fiecare cu fiecare, în meciuri tur și retur. Tragerea la sorți a avut loc pe 24 noiembrie 2016, de la ora 11 CET, și a fost transmisă în direct pe internet. Echipele din aceeași țară nu au fost trase la sorți în aceeași grupă.

### Distribuția în urnele valorice
| Urna 1         | Urna a 2-a          | Urna a 3-a              | Urna a 4-a                 |
| -------------- | ------------------- | ----------------------- | -------------------------- |
| HC Leipzig     | Nykøbing Falster HK | Randers HK              | Nantes Loire Atlantique HB |
| Glassverket IF | SG BBM Bietigheim   | Brest Bretagne Handball | Alba Fehérvár KC           |
| Rostov-Don     | VfL Oldenburg       | TuS Metzingen           | Byåsen IL                  |
| IK Sävehof     | Kuban Krasnodar     | ÉRD                     | GK Lada Toliatti           |

În urma tragerii la sorți au rezultat următoarele grupe:

### Grupa A
| Echipa          | M | V | E | Î | GM  | GP  | G   | Pct |
| --------------- | - | - | - | - | --- | --- | --- | --- |
| Nantes Handball | 6 | 4 | 1 | 1 | 186 | 157 | +29 | 9   |
| Randers HK      | 6 | 4 | 1 | 1 | 153 | 144 | +9  | 9   |
| IK Sävehof      | 6 | 2 | 0 | 4 | 167 | 188 | −21 | 4   |
| VfL Oldenburg   | 6 | 1 | 0 | 5 | 170 | 187 | −17 | 2   |

| 7 ianuarie 2017 18:00 | VfL Oldenburg | 30 - 37 | Nantes Handball | EWE Arena, Oldenburg Asistență: 812 Arbitri: Sa, Sa |
| 7 ianuarie 2017 18:00 | Geschke 8     | (11-19) | Holta 7         | EWE Arena, Oldenburg Asistență: 812 Arbitri: Sa, Sa |
| 7 ianuarie 2017 18:00 | 2×            | Cronica | 4× 3× 1×        | EWE Arena, Oldenburg Asistență: 812 Arbitri: Sa, Sa |

| 8 ianuarie 2017 15:00 | IK Sävehof | 21 - 27 | Randers HK | Partillebohallen, Partille Asistență: 619 Arbitri: Jørum, Kleven |
| 8 ianuarie 2017 15:00 | Roberts 8  | (11-15) | Dalby 7    | Partillebohallen, Partille Asistență: 619 Arbitri: Jørum, Kleven |
| 8 ianuarie 2017 15:00 | 5× 1×      | Cronica | 2×         | Partillebohallen, Partille Asistență: 619 Arbitri: Jørum, Kleven |

| 14 ianuarie 2017 14:00 | Randers HK | 28 - 24 | VfL Oldenburg | Arena Randers, Randers Asistență: 802 Arbitri: Korja, Metsämäki |
| 14 ianuarie 2017 14:00 | Højlund 7  | (13-14) | Geschke 8     | Arena Randers, Randers Asistență: 802 Arbitri: Korja, Metsämäki |
| 14 ianuarie 2017 14:00 | 1× 2×      | Cronica | 2× 3×         | Arena Randers, Randers Asistență: 802 Arbitri: Korja, Metsämäki |

| 14 ianuarie 2017 16:00 | IK Sävehof             | 23 - 36 | Nantes Handball   | Partillebohallen, Partille Asistență: 537 Arbitri: Pech, Vágvölgyi |
| 14 ianuarie 2017 16:00 | Ekenman-Fernis, Odén 4 | (11-15) | Coatanea, Holta 7 | Partillebohallen, Partille Asistență: 537 Arbitri: Pech, Vágvölgyi |
| 14 ianuarie 2017 16:00 | 3×                     | Cronica | 1× 3×             | Partillebohallen, Partille Asistență: 537 Arbitri: Pech, Vágvölgyi |

| 21 ianuarie 2017 18:00 | Nantes Handball | 25 - 19 | Randers HK | Palais des Sports de Beaulieu, Nantes Asistență: 3.212 Arbitri: Christidi, Papamattheou |
| 21 ianuarie 2017 18:00 | Holta 7         | (12-6)  | Molid 6    | Palais des Sports de Beaulieu, Nantes Asistență: 3.212 Arbitri: Christidi, Papamattheou |
| 21 ianuarie 2017 18:00 | 1× 2×           | Cronica | 3×         | Palais des Sports de Beaulieu, Nantes Asistență: 3.212 Arbitri: Christidi, Papamattheou |

| 22 ianuarie 2017 14:00 | VfL Oldenburg    | 30 - 32 | IK Sävehof | EWE Arena, Oldenburg Asistență: 823 Arbitri: Lillepea, Kull |
| 22 ianuarie 2017 14:00 | Geschke, Smits 7 | (18-14) | Odén 11    | EWE Arena, Oldenburg Asistență: 823 Arbitri: Lillepea, Kull |
| 22 ianuarie 2017 14:00 | 4× 3×            | Cronica | 4× 2×      | EWE Arena, Oldenburg Asistență: 823 Arbitri: Lillepea, Kull |

| 29 ianuarie 2017 14:00 | Randers HK | 26 - 26 | Nantes Handball | Arena Randers, Randers Asistență: 574 Arbitri: Budzák, Záhradník |
| 29 ianuarie 2017 14:00 | Heindahl 7 | (12-10) | Stojiljković 5  | Arena Randers, Randers Asistență: 574 Arbitri: Budzák, Záhradník |
| 29 ianuarie 2017 14:00 | 3×         | Cronica | 3×              | Arena Randers, Randers Asistență: 574 Arbitri: Budzák, Záhradník |

| 29 ianuarie 2017 15:00 | IK Sävehof | 37 - 33 | VfL Oldenburg | Partillebohallen, Partille Asistență: 478 Arbitri: Lindenbaum, Laron |
| 29 ianuarie 2017 15:00 | Roberts 7  | (18-14) | Geschke 8     | Partillebohallen, Partille Asistență: 478 Arbitri: Lindenbaum, Laron |
| 29 ianuarie 2017 15:00 | 5× 3×      | Cronica | 4× 3×         | Partillebohallen, Partille Asistență: 478 Arbitri: Lindenbaum, Laron |

| 4 februarie 2017 16:00 | Randers HK | 28 - 24 | IK Sävehof | Arena Randers, Randers Asistență: 875 Arbitri: Markovska, Vutov |
| 4 februarie 2017 16:00 | Fisker 6   | (14-10) | Odén 7     | Arena Randers, Randers Asistență: 875 Arbitri: Markovska, Vutov |
| 4 februarie 2017 16:00 | 1× 3×      | Cronica | 1× 2×      | Arena Randers, Randers Asistență: 875 Arbitri: Markovska, Vutov |

| 4 februarie 2017 16:00 | Nantes Handball | 28 - 29 | VfL Oldenburg | Palais des Sports de Beaulieu, Nantes Asistență: 2.200 Arbitri: Rakitina, Tkaciuk |
| 4 februarie 2017 16:00 | Holta, Schop 5  | (13-11) | Smits 10      | Palais des Sports de Beaulieu, Nantes Asistență: 2.200 Arbitri: Rakitina, Tkaciuk |
| 4 februarie 2017 16:00 | 3× 2×           | Cronica | 1× 2×         | Palais des Sports de Beaulieu, Nantes Asistență: 2.200 Arbitri: Rakitina, Tkaciuk |

| 12 februarie 2017 14:00 | Nantes Handball  | 34 - 30 | IK Sävehof | Palais des Sports de Beaulieu, Nantes Asistență: 2.500 Arbitri: Sîrbu, Suponicov |
| 12 februarie 2017 14:00 | trei jucătoare 5 | (19-16) | Odén 7     | Palais des Sports de Beaulieu, Nantes Asistență: 2.500 Arbitri: Sîrbu, Suponicov |
| 12 februarie 2017 14:00 | 2× 1×            | Cronica | 6× 3×      | Palais des Sports de Beaulieu, Nantes Asistență: 2.500 Arbitri: Sîrbu, Suponicov |

| 12 februarie 2017 16:30 | VfL Oldenburg     | 24 - 25 | Randers HK        | EWE Arena, Oldenburg Asistență: 644 Arbitri: Bonifert, Oláh |
| 12 februarie 2017 16:30 | Dulfer, Geschke 5 | (13-10) | patru jucătoare 4 | EWE Arena, Oldenburg Asistență: 644 Arbitri: Bonifert, Oláh |
| 12 februarie 2017 16:30 | 4× 2×             | Cronica | 2× 3×             | EWE Arena, Oldenburg Asistență: 644 Arbitri: Bonifert, Oláh |

### Grupa B
| Echipa           | M | V | E | Î | GM  | GP  | G   | Pct |
| ---------------- | - | - | - | - | --- | --- | --- | --- |
| Kuban Krasnodar  | 6 | 5 | 0 | 1 | 173 | 148 | +25 | 10  |
| Brest Handball   | 6 | 3 | 2 | 1 | 150 | 127 | +23 | 8   |
| Alba Fehérvár KC | 6 | 2 | 2 | 2 | 159 | 156 | +3  | 6   |
| HC Leipzig       | 6 | 0 | 0 | 6 | 134 | 185 | −51 | 0   |

| 7 ianuarie 2017 16:00 | Kuban Krasnodar | 31 - 26 | Alba Fehérvár KC | Palatul Sporturilor „Olimp”, Krasnodar Asistență: 2.300 Arbitri: Kaluđerović, Vujačić |
| 7 ianuarie 2017 16:00 | Žilinskaitė 6   | (18-8)  | Bandelier 8      | Palatul Sporturilor „Olimp”, Krasnodar Asistență: 2.300 Arbitri: Kaluđerović, Vujačić |
| 7 ianuarie 2017 16:00 | 4× 3×           | Cronica | 5× 2×            | Palatul Sporturilor „Olimp”, Krasnodar Asistență: 2.300 Arbitri: Kaluđerović, Vujačić |

| 7 ianuarie 2017 18:00 | HC Leipzig | 15 - 34 | Brest Handball | Arena Leipzig, Leipzig Asistență: 966 Arbitri: Mata, López |
| 7 ianuarie 2017 18:00 | Lang 4     | (6-13)  | Copy, Pineau 6 | Arena Leipzig, Leipzig Asistență: 966 Arbitri: Mata, López |
| 7 ianuarie 2017 18:00 | 3× 2×      | Cronica | 3×             | Arena Leipzig, Leipzig Asistență: 966 Arbitri: Mata, López |

| 14 ianuarie 2017 18:00 | Brest Handball | 27 - 21 | Kuban Krasnodar | Arena Brest, Brest Asistență: 4.077 Arbitri: Di Domenico, Fornasier |
| 14 ianuarie 2017 18:00 | Geiger 5       | (14-11) | Koroliova 5     | Arena Brest, Brest Asistență: 4.077 Arbitri: Di Domenico, Fornasier |
| 14 ianuarie 2017 18:00 | 2× 3×          | Cronica | 6× 2× 1×        | Arena Brest, Brest Asistență: 4.077 Arbitri: Di Domenico, Fornasier |

| 14 ianuarie 2017 18:00 | HC Leipzig | 21 - 34 | Alba Fehérvár KC | Arena Leipzig, Leipzig Asistență: 591 Arbitri: Bolić, Hurich |
| 14 ianuarie 2017 18:00 | Bösch 6    | (8-14)  | Gjeorgjievska 10 | Arena Leipzig, Leipzig Asistență: 591 Arbitri: Bolić, Hurich |
| 14 ianuarie 2017 18:00 | 2×         | Cronica | 3× 2×            | Arena Leipzig, Leipzig Asistență: 591 Arbitri: Bolić, Hurich |

| 21 ianuarie 2017 16:00 | Kuban Krasnodar | 32 - 24 | HC Leipzig | Palatul Sporturilor „Olimp”, Krasnodar Asistență: 2.308 Arbitri: Lončar, Lončar |
| 21 ianuarie 2017 16:00 | Žilinskaitė 8   | (19-10) | Reimer 8   | Palatul Sporturilor „Olimp”, Krasnodar Asistență: 2.308 Arbitri: Lončar, Lončar |
| 21 ianuarie 2017 16:00 | 4× 2×           | Cronica | 5× 3×      | Palatul Sporturilor „Olimp”, Krasnodar Asistență: 2.308 Arbitri: Lončar, Lončar |

| 22 ianuarie 2017 14:00 | Alba Fehérvár KC | 25 - 25 | Brest Handball | Köfém Sportcsarnok, Székesfehérvár Asistență: 900 Arbitri: Kulik, Nabokau |
| 22 ianuarie 2017 14:00 | Gjeorgjievska 12 | (14-15) | Geiger 9       | Köfém Sportcsarnok, Székesfehérvár Asistență: 900 Arbitri: Kulik, Nabokau |
| 22 ianuarie 2017 14:00 | 1× 3×            | Cronica | 3×             | Köfém Sportcsarnok, Székesfehérvár Asistență: 900 Arbitri: Kulik, Nabokau |

| 28 ianuarie 2017 19:00 | HC Leipzig      | 27 - 33 | Kuban Krasnodar            | Arena Leipzig, Leipzig Asistență: 897 Arbitri: Krause, Pedersen |
| 28 ianuarie 2017 19:00 | Bösch, Reimer 6 | (12-19) | Marennikova, Žilinskaitė 5 | Arena Leipzig, Leipzig Asistență: 897 Arbitri: Krause, Pedersen |
| 28 ianuarie 2017 19:00 | 2× 3×           | Cronica | 5× 2×                      | Arena Leipzig, Leipzig Asistență: 897 Arbitri: Krause, Pedersen |

| 29 ianuarie 2017 17:00 | Brest Handball | 21 - 21 | Alba Fehérvár KC      | Arena Brest, Brest Asistență: 2.757 Arbitri: Andreou, Panayides |
| 29 ianuarie 2017 17:00 | Pineau 7       | (7-11)  | de Oliveira Piedade 5 | Arena Brest, Brest Asistență: 2.757 Arbitri: Andreou, Panayides |
| 29 ianuarie 2017 17:00 | 1× 3×          | Cronica | 2× 3×                 | Arena Brest, Brest Asistență: 2.757 Arbitri: Andreou, Panayides |

| 4 februarie 2017 17:15 | Alba Fehérvár KC | 24 - 31 | Kuban Krasnodar | Köfém Sportcsarnok, Székesfehérvár Asistență: 900 Arbitri: Brodbeck, Reich |
| 4 februarie 2017 17:15 | Gjeorgjievska 7  | (11-11) | Danșina 7       | Köfém Sportcsarnok, Székesfehérvár Asistență: 900 Arbitri: Brodbeck, Reich |
| 4 februarie 2017 17:15 | 4× 3×            | Cronica | 4× 1×           | Köfém Sportcsarnok, Székesfehérvár Asistență: 900 Arbitri: Brodbeck, Reich |

| 5 februarie 2017 17:00 | Brest Handball | 23 - 20 | HC Leipzig | Arena Brest, Brest Asistență: 4.058 Arbitri: Buache, Meyer |
| 5 februarie 2017 17:00 | Copy, Geiger 4 | (10-10) | Mazzucco 7 | Arena Brest, Brest Asistență: 4.058 Arbitri: Buache, Meyer |
| 5 februarie 2017 17:00 | 2× 1×          | Cronica | 1× 2×      | Arena Brest, Brest Asistență: 4.058 Arbitri: Buache, Meyer |

| 12 februarie 2017 15:00 | Alba Fehérvár KC | 29 - 27 | HC Leipzig         | Köfém Sportcsarnok, Székesfehérvár Asistență: 950 Arbitri: Jaškins, Žabko |
| 12 februarie 2017 15:00 | Mendy 6          | (14-11) | Mazzucco, Reimer 8 | Köfém Sportcsarnok, Székesfehérvár Asistență: 950 Arbitri: Jaškins, Žabko |
| 12 februarie 2017 15:00 | 1× 2×            | Cronica | 6× 2×              | Köfém Sportcsarnok, Székesfehérvár Asistență: 950 Arbitri: Jaškins, Žabko |

| 12 februarie 2017 16:00 | Kuban Krasnodar | 25 - 20 | Brest Handball   | Palatul Sporturilor „Olimp”, Krasnodar Asistență: 2.200 Arbitri: Frieser, Kavulič |
| 12 februarie 2017 16:00 | Sudakova 6      | (17-8)  | trei jucătoare 4 | Palatul Sporturilor „Olimp”, Krasnodar Asistență: 2.200 Arbitri: Frieser, Kavulič |
| 12 februarie 2017 16:00 | 3× 2×           | Cronica | 5× 2×            | Palatul Sporturilor „Olimp”, Krasnodar Asistență: 2.200 Arbitri: Frieser, Kavulič |

### Grupa C
| Echipa            | M | V | E | Î | GM  | GP  | G   | Pct |
| ----------------- | - | - | - | - | --- | --- | --- | --- |
| Rostov-Don        | 6 | 5 | 0 | 1 | 173 | 137 | +36 | 10  |
| SG BBM Bietigheim | 6 | 3 | 0 | 3 | 166 | 173 | −7  | 6   |
| ÉRD               | 6 | 2 | 0 | 4 | 165 | 169 | −4  | 4   |
| Byåsen IL         | 6 | 2 | 0 | 4 | 163 | 188 | −25 | 4   |

| 7 ianuarie 2017 17:00 | Rostov-Don           | 27 - 24 | ÉRD            | Palatul Sporturilor „Rostov Don”, Rostov Asistență: 2.500 Arbitri: Praštalo, Todorović |
| 7 ianuarie 2017 17:00 | Dembélé, Viahireva 5 | (16-11) | Krpež Slezak 9 | Palatul Sporturilor „Rostov Don”, Rostov Asistență: 2.500 Arbitri: Praštalo, Todorović |
| 7 ianuarie 2017 17:00 | 2× 3×                | Cronica | 3× 2×          | Palatul Sporturilor „Rostov Don”, Rostov Asistență: 2.500 Arbitri: Praštalo, Todorović |

| 7 ianuarie 2017 19:00 | SG BBM Bietigheim | 39 - 33 | Byåsen IL | Sporthalle am Viadukt, Bietigheim Asistență: 1.019 Arbitri: Cabrejas, Sánchez |
| 7 ianuarie 2017 19:00 | Müller 10         | (19-18) | Venn 7    | Sporthalle am Viadukt, Bietigheim Asistență: 1.019 Arbitri: Cabrejas, Sánchez |
| 7 ianuarie 2017 19:00 | 3× 2×             | Cronica | 2× 3×     | Sporthalle am Viadukt, Bietigheim Asistență: 1.019 Arbitri: Cabrejas, Sánchez |

| 15 ianuarie 2017 16:00 | Byåsen IL      | 28 - 24 | Rostov-Don       | Trondheim Spektrum, Trondheim Asistență: 1.342 Arbitri: Năstase, Stancu |
| 15 ianuarie 2017 16:00 | Hegh Arntzen 7 | (18-13) | Cabral Barbosa 7 | Trondheim Spektrum, Trondheim Asistență: 1.342 Arbitri: Năstase, Stancu |
| 15 ianuarie 2017 16:00 | 4× 3× 1×       | Cronica | 2×               | Trondheim Spektrum, Trondheim Asistență: 1.342 Arbitri: Năstase, Stancu |

| 15 ianuarie 2017 16:00 | ÉRD             | 35 - 27 | SG BBM Bietigheim | ÉRD Aréna, Érd Asistență: 2.200 Arbitri: Duplîi, Kaverina |
| 15 ianuarie 2017 16:00 | Krpež Slezak 11 | (17-16) | Müller 6          | ÉRD Aréna, Érd Asistență: 2.200 Arbitri: Duplîi, Kaverina |
| 15 ianuarie 2017 16:00 | 3×              | Cronica | 2× 3×             | ÉRD Aréna, Érd Asistență: 2.200 Arbitri: Duplîi, Kaverina |

| 21 ianuarie 2017 18:00 | Byåsen IL | 35 - 28 | ÉRD            | Tronderhallen, Levanger Asistență: 1.256 Arbitri: Mandák, Rudinský |
| 21 ianuarie 2017 18:00 | Waade 11  | (15-17) | Krpež Slezak 8 | Tronderhallen, Levanger Asistență: 1.256 Arbitri: Mandák, Rudinský |
| 21 ianuarie 2017 18:00 | 1× 2×     | Cronica | 2× 3× 1×       | Tronderhallen, Levanger Asistență: 1.256 Arbitri: Mandák, Rudinský |

| 21 ianuarie 2017 19:00 | SG BBM Bietigheim | 20 - 23 | Rostov-Don  | MHP Arena, Ludwigsburg Asistență: 1.411 Arbitri: Marić, Mašić |
| 21 ianuarie 2017 19:00 | Naidzinavicius 4  | (11-13) | Borșcenko 8 | MHP Arena, Ludwigsburg Asistență: 1.411 Arbitri: Marić, Mašić |
| 21 ianuarie 2017 19:00 | 3× 1×             | Cronica | 3×          | MHP Arena, Ludwigsburg Asistență: 1.411 Arbitri: Marić, Mašić |

| 28 ianuarie 2017 17:00 | Rostov-Don                       | 34 - 24 | SG BBM Bietigheim | Palatul Sporturilor „Rostov Don”, Rostov Asistență: 2.300 Arbitri: Barysas, Petrušis |
| 28 ianuarie 2017 17:00 | Cabral Barbosa, Rodrigues Belo 7 | (19-11) | Müller 9          | Palatul Sporturilor „Rostov Don”, Rostov Asistență: 2.300 Arbitri: Barysas, Petrušis |
| 28 ianuarie 2017 17:00 | 2× 3×                            | Cronica | 3× 1×             | Palatul Sporturilor „Rostov Don”, Rostov Asistență: 2.300 Arbitri: Barysas, Petrušis |

| 29 ianuarie 2017 15:30 | ÉRD            | 34 - 22 | Byåsen IL | ÉRD Aréna, Érd Asistență: 2.200 Arbitri: Vitaku, Vitaku |
| 29 ianuarie 2017 15:30 | Krpež Slezak 8 | (15-12) | Alstad 7  | ÉRD Aréna, Érd Asistență: 2.200 Arbitri: Vitaku, Vitaku |
| 29 ianuarie 2017 15:30 | 2×             | Cronica | 3×        | ÉRD Aréna, Érd Asistență: 2.200 Arbitri: Vitaku, Vitaku |

| 4 februarie 2017 18:00 | Byåsen IL | 23 - 28 | SG BBM Bietigheim | Trondheim Spektrum, Trondheim Asistență: 1.132 Arbitri: Hermann, Madsen |
| 4 februarie 2017 18:00 | Alstad 6  | (12-16) | Müller 8          | Trondheim Spektrum, Trondheim Asistență: 1.132 Arbitri: Hermann, Madsen |
| 4 februarie 2017 18:00 | 2× 3×     | Cronica | 5× 3×             | Trondheim Spektrum, Trondheim Asistență: 1.132 Arbitri: Hermann, Madsen |

| 5 februarie 2017 15:00 | ÉRD            | 19 - 30 | Rostov-Don  | ÉRD Aréna, Érd Asistență: 2.200 Arbitri: Mata, López |
| 5 februarie 2017 15:00 | Krpež Slezak 7 | (10-13) | Viahireva 7 | ÉRD Aréna, Érd Asistență: 2.200 Arbitri: Mata, López |
| 5 februarie 2017 15:00 | 2× 3×          | Cronica | 4× 2×       | ÉRD Aréna, Érd Asistență: 2.200 Arbitri: Mata, López |

| 11 februarie 2017 17:00 | Rostov-Don  | 35 - 21 | Byåsen IL | Palatul Sporturilor „Rostov Don”, Rostov Asistență: 2.800 Arbitri: Doicinov, Gorețov |
| 11 februarie 2017 17:00 | Viahireva 6 | (20-8)  | Alstad 6  | Palatul Sporturilor „Rostov Don”, Rostov Asistență: 2.800 Arbitri: Doicinov, Gorețov |
| 11 februarie 2017 17:00 | 1× 3×       | Cronica | 2× 3×     | Palatul Sporturilor „Rostov Don”, Rostov Asistență: 2.800 Arbitri: Doicinov, Gorețov |

| 12 februarie 2017 15:00 | SG BBM Bietigheim | 28 - 25 | ÉRD         | MHP Arena, Ludwigsburg Asistență: 3.018 Arbitri: Argyridis, Mouttas |
| 12 februarie 2017 15:00 | Müller 9          | (16-11) | Kisfaludy 5 | MHP Arena, Ludwigsburg Asistență: 3.018 Arbitri: Argyridis, Mouttas |
| 12 februarie 2017 15:00 | 4× 2×             | Cronica | 4× 3×       | MHP Arena, Ludwigsburg Asistență: 3.018 Arbitri: Argyridis, Mouttas |

### Grupa D
| Echipa              | M | V | E | Î | GM  | GP  | G   | Pct |
| ------------------- | - | - | - | - | --- | --- | --- | --- |
| Nykøbing Falster HK | 6 | 2 | 3 | 1 | 194 | 180 | +14 | 7   |
| TuS Metzingen       | 6 | 3 | 1 | 2 | 176 | 153 | +23 | 7   |
| GK Lada Toliatti    | 6 | 3 | 0 | 3 | 165 | 164 | +1  | 6   |
| Glassverket IF      | 6 | 1 | 2 | 3 | 137 | 175 | −38 | 4   |

| 7 ianuarie 2017 15:00 | Nykøbing Falster HK  | 35 - 23 | GK Lada Toliatti | Scandlines Arena, Nykøbing Falster Asistență: 2.875 Arbitri: Bennani, Bennani |
| 7 ianuarie 2017 15:00 | Gravholt, Westberg 7 | (18-14) | Malașenko 6      | Scandlines Arena, Nykøbing Falster Asistență: 2.875 Arbitri: Bennani, Bennani |
| 7 ianuarie 2017 15:00 | 2×                   | Cronica | 7× 2×            | Scandlines Arena, Nykøbing Falster Asistență: 2.875 Arbitri: Bennani, Bennani |

| 7 ianuarie 2017 16:00 | Glassverket IF   | 16 - 22 | TuS Metzingen | Drammenshallen, Drammen Asistență: 410 Arbitri: Grigalionis, Šniurevičius |
| 7 ianuarie 2017 16:00 | Bjørnsen, Merg 4 | (8-9)   | Szekerczés 6  | Drammenshallen, Drammen Asistență: 410 Arbitri: Grigalionis, Šniurevičius |
| 7 ianuarie 2017 16:00 | 2×               | Cronica | 3×            | Drammenshallen, Drammen Asistență: 410 Arbitri: Grigalionis, Šniurevičius |

| 14 ianuarie 2017 16:00 | GK Lada Toliatti | 32 - 21 | Glassverket IF        | Sportkomplex USK „Olimp”, Toliatti Asistență: 2.400 Arbitri: Ben-Dan, Faran |
| 14 ianuarie 2017 16:00 | Dmitrieva 6      | (13-9)  | Haraldsdóttir, Merg 5 | Sportkomplex USK „Olimp”, Toliatti Asistență: 2.400 Arbitri: Ben-Dan, Faran |
| 14 ianuarie 2017 16:00 | 6× 3×            | Cronica | 2× 3×                 | Sportkomplex USK „Olimp”, Toliatti Asistență: 2.400 Arbitri: Ben-Dan, Faran |

| 14 ianuarie 2017 20:00 | TuS Metzingen | 29 - 34 | Nykøbing Falster HK | Paul Horn-Arena, Tübingen Asistență: 1.000 Arbitri: Ilieva, Karbeska |
| 14 ianuarie 2017 20:00 | Loerper 11    | (18-17) | Gravholt, Hagman 6  | Paul Horn-Arena, Tübingen Asistență: 1.000 Arbitri: Ilieva, Karbeska |
| 14 ianuarie 2017 20:00 | 2× 3×         | Cronica | 4× 3×               | Paul Horn-Arena, Tübingen Asistență: 1.000 Arbitri: Ilieva, Karbeska |

| 21 ianuarie 2017 16:00 | GK Lada Toliatti | 26 - 27 | TuS Metzingen | Sportkomplex USK „Olimp”, Toliatti Asistență: 2.300 Arbitri: Andorka, Hucker |
| 21 ianuarie 2017 16:00 | Dmitrieva 10     | (11-16) | Loerper 10    | Sportkomplex USK „Olimp”, Toliatti Asistență: 2.300 Arbitri: Andorka, Hucker |
| 21 ianuarie 2017 16:00 | 2× 3×            | Cronica | 2× 1×         | Sportkomplex USK „Olimp”, Toliatti Asistență: 2.300 Arbitri: Andorka, Hucker |

| 22 ianuarie 2017 16:00 | Glassverket IF | 25 - 25 | Nykøbing Falster HK | Drammenshallen, Drammen Asistență: 345 Arbitri: Schulze, Tönnies |
| 22 ianuarie 2017 16:00 | Wolff 6        | (14-16) | Hagman 8            | Drammenshallen, Drammen Asistență: 345 Arbitri: Schulze, Tönnies |
| 22 ianuarie 2017 16:00 | 2×             | Cronica | 1× 2×               | Drammenshallen, Drammen Asistență: 345 Arbitri: Schulze, Tönnies |

| 28 ianuarie 2017 15:00 | Nykøbing Falster HK | 32 - 32 | Glassverket IF | Scandlines Arena, Nykøbing Falster Asistență: 988 Arbitri: Hofer, Schmidhuber |
| 28 ianuarie 2017 15:00 | Kristiansen 7       | (15-20) | Christensen 10 | Scandlines Arena, Nykøbing Falster Asistență: 988 Arbitri: Hofer, Schmidhuber |
| 28 ianuarie 2017 15:00 | 2× 1×               | Cronica | 1× 2×          | Scandlines Arena, Nykøbing Falster Asistență: 988 Arbitri: Hofer, Schmidhuber |

| 28 ianuarie 2017 20:00 | TuS Metzingen | 23 - 24 | GK Lada Toliatti      | Paul Horn-Arena, Tübingen Asistență: 1.200 Arbitri: Pandžić, Šatordžija |
| 28 ianuarie 2017 20:00 | Loerper 6     | (12-13) | Malașenko, Samohina 6 | Paul Horn-Arena, Tübingen Asistență: 1.200 Arbitri: Pandžić, Šatordžija |
| 28 ianuarie 2017 20:00 | 2× 3×         | Cronica | 6× 3×                 | Paul Horn-Arena, Tübingen Asistență: 1.200 Arbitri: Pandžić, Šatordžija |

| 3 februarie 2017 20:00 | TuS Metzingen | 39 - 17 | Glassverket IF | Paul Horn-Arena, Tübingen Asistență: 1.300 Arbitri: Simone, Monitillo |
| 3 februarie 2017 20:00 | Zapf 10       | (19-8)  | Christensen 4  | Paul Horn-Arena, Tübingen Asistență: 1.300 Arbitri: Simone, Monitillo |
| 3 februarie 2017 20:00 | 4× 3×         | Cronica | 2×             | Paul Horn-Arena, Tübingen Asistență: 1.300 Arbitri: Simone, Monitillo |

| 4 februarie 2017 16:00 | GK Lada Toliatti | 35 - 32 | Nykøbing Falster HK | Sportkomplex USK „Olimp”, Toliatti Asistență: 2.600 Arbitri: Alperan, Scevola |
| 4 februarie 2017 16:00 | Dmitrieva 8      | (17-17) | Iversen 11          | Sportkomplex USK „Olimp”, Toliatti Asistență: 2.600 Arbitri: Alperan, Scevola |
| 4 februarie 2017 16:00 | 4× 3×            | Cronica | 3×                  | Sportkomplex USK „Olimp”, Toliatti Asistență: 2.600 Arbitri: Alperan, Scevola |

| 11 februarie 2017 16:00 | Glassverket IF | 26 - 25 | GK Lada Toliatti | Drammenshallen, Drammen Asistență: 475 Arbitri: Bogdanovs, Čerņavskis |
| 11 februarie 2017 16:00 | Merg 7         | (15-12) | Samohina 9       | Drammenshallen, Drammen Asistență: 475 Arbitri: Bogdanovs, Čerņavskis |
| 11 februarie 2017 16:00 | 2×             | Cronica | 2×               | Drammenshallen, Drammen Asistență: 475 Arbitri: Bogdanovs, Čerņavskis |

| 12 februarie 2017 15:00 | Nykøbing Falster HK | 36 - 36 | TuS Metzingen | Scandlines Arena, Nykøbing Falster Asistență: 1.118 Arbitri: Novikov, Perepilițîi |
| 12 februarie 2017 15:00 | Kristiansen 12      | (19-19) | Loerper 8     | Scandlines Arena, Nykøbing Falster Asistență: 1.118 Arbitri: Novikov, Perepilițîi |
| 12 februarie 2017 15:00 | 2× 3×               | Cronica | 3×            | Scandlines Arena, Nykøbing Falster Asistență: 1.118 Arbitri: Novikov, Perepilițîi |

## Fazele eliminatorii

### Diagrama
|  | Sferturile de finală | Sferturile de finală | Sferturile de finală | Sferturile de finală | Sferturile de finală |    |                   | Semifinalele        | Semifinalele | Semifinalele | Semifinalele | Semifinalele |  |    | Finala            | Finala | Finala | Finala | Finala |  |
|  |                      |                      |                      |                      |                      |    |                   |                     |              |              |              |              |  |    |                   |        |        |        |        |  |
|  | A2                   | Randers HK           | 27                   | 23                   | 50                   |    |                   |                     |              |              |              |              |  |    |                   |        |        |        |        |  |
|  | D1                   | Nykøbing Falster HK  | 24                   | 28                   | 52                   |    |                   |                     |              |              |              |              |  |    |                   |        |        |        |        |  |
|  | D1                   | Nykøbing Falster HK  | 24                   | 28                   | 52                   |    | D1                | Nykøbing Falster HK | 27           | 32           | 59           |              |  |    |                   |        |        |        |        |  |
|  |                      |                      |                      |                      |                      |    | D1                | Nykøbing Falster HK | 27           | 32           | 59           |              |  |    |                   |        |        |        |        |  |
|  |                      | C2                   | SG BBM Bietigheim    | 38                   | 28                   | 66 |                   |                     |              |              |              |              |  |    |                   |        |        |        |        |  |
|  | C2                   | C2                   | SG BBM Bietigheim    | 38                   | 28                   | 66 | SG BBM Bietigheim | 33                  | 26           | 59           |              |              |  |    |                   |        |        |        |        |  |
|  | C2                   |                      |                      |                      |                      |    | SG BBM Bietigheim | 33                  | 26           | 59           |              |              |  |    |                   |        |        |        |        |  |
|  | B1                   | Kuban Krasnodar      | 26                   | 31                   | 57                   |    |                   |                     |              |              |              |              |  |    |                   |        |        |        |        |  |
|  | B1                   | Kuban Krasnodar      | 26                   | 31                   | 57                   |    |                   |                     |              |              |              |              |  | C2 | SG BBM Bietigheim | 25     | 21     | 46     |        |  |
|  |                      |                      |                      |                      |                      |    |                   |                     |              |              |              |              |  | C2 | SG BBM Bietigheim | 25     | 21     | 46     |        |  |
|  |                      | C1                   | Rostov-Don           | 28                   | 25                   | 53 |                   |                     |              |              |              |              |  |    |                   |        |        |        |        |  |
|  | B2                   | C1                   | Rostov-Don           | 28                   | 25                   | 53 | Brest Handball    | 21                  | 19           | 40           |              |              |  |    |                   |        |        |        |        |  |
|  | B2                   |                      |                      |                      |                      |    | Brest Handball    | 21                  | 19           | 40           |              |              |  |    |                   |        |        |        |        |  |
|  | C1                   | Rostov-Don           | 26                   | 28                   | 54                   |    |                   |                     |              |              |              |              |  |    |                   |        |        |        |        |  |
|  | C1                   | Rostov-Don           | 26                   | 28                   | 54                   |    | C1                | Rostov-Don          | 29           | 31           | 60           |              |  |    |                   |        |        |        |        |  |
|  |                      |                      |                      |                      |                      |    | C1                | Rostov-Don          | 29           | 31           | 60           |              |  |    |                   |        |        |        |        |  |
|  |                      | D2                   | TuS Metzingen        | 18                   | 21                   | 39 |                   |                     |              |              |              |              |  |    |                   |        |        |        |        |  |
|  | D2                   | D2                   | TuS Metzingen        | 18                   | 21                   | 39 | TuS Metzingen     | 27                  | 31           | 58           |              |              |  |    |                   |        |        |        |        |  |
|  | D2                   |                      |                      |                      |                      |    | TuS Metzingen     | 27                  | 31           | 58           |              |              |  |    |                   |        |        |        |        |  |
|  | A1                   | Nantes Handball      | 23                   | 28                   | 51                   |    |                   |                     |              |              |              |              |  |    |                   |        |        |        |        |  |

### Sferturile de finală
În sferturile de finală s-au calificat câte două echipe din Danemarca, Franța, Germania și Rusia. Cele opt echipe calificate sunt:
- Nykøbing Falster HK
- Randers KH
- Brest Handball
- Nantes Handball
- SG BBM Bietigheim
- TuS Metzingen
- Kuban Krasnodar
- Rostov-Don

| 4 martie 2017 18:30 | Brest Handball | 21 - 26 | Rostov-Don  | Arena Brest, Brest Asistență: 4.027 Arbitri: Lemanowicz, Baranowski |
| 4 martie 2017 18:30 | Pineau 6       | (11-13) | Viahireva 8 | Arena Brest, Brest Asistență: 4.027 Arbitri: Lemanowicz, Baranowski |
| 4 martie 2017 18:30 | 4× 3×          | Cronica | 6× 3×       | Arena Brest, Brest Asistență: 4.027 Arbitri: Lemanowicz, Baranowski |

| 4 martie 2017 19:00 | TuS Metzingen | 27 - 23 | Nantes Handball   | Paul Horn-Arena, Tübingen Asistență: 1.050 Arbitri: Chaskis, Tsakonas |
| 4 martie 2017 19:00 | Loerper 9     | (16-12) | patru jucătoare 4 | Paul Horn-Arena, Tübingen Asistență: 1.050 Arbitri: Chaskis, Tsakonas |
| 4 martie 2017 19:00 | 3×            | Cronica | 4× 3×             | Paul Horn-Arena, Tübingen Asistență: 1.050 Arbitri: Chaskis, Tsakonas |

| 5 martie 2017 15:00 | SG BBM Bietigheim | 33 - 26 | Kuban Krasnodar | MHP Arena, Ludwigsburg Asistență: 1.800 Arbitri: Cindrić, Gonzurek |
| 5 martie 2017 15:00 | Müller 8          | (16-13) | Žilinskaitė 5   | MHP Arena, Ludwigsburg Asistență: 1.800 Arbitri: Cindrić, Gonzurek |
| 5 martie 2017 15:00 | 1× 3×             | Cronica | 3× 2×           | MHP Arena, Ludwigsburg Asistență: 1.800 Arbitri: Cindrić, Gonzurek |

| 5 martie 2017 19:30 | Randers HK | 27 - 24 | Nykøbing Falster HK | Arena Randers, Randers Asistență: 835 Arbitri: Bolić, Hurich |
| 5 martie 2017 19:30 | Fisker 7   | (15-14) | Hagman 8            | Arena Randers, Randers Asistență: 835 Arbitri: Bolić, Hurich |
| 5 martie 2017 19:30 | 4× 2×      | Cronica | 4× 2×               | Arena Randers, Randers Asistență: 835 Arbitri: Bolić, Hurich |

| 11 martie 2017 16:00 | Rostov-Don                   | 28 - 19 | Brest Handball | Palatul Sporturilor „Rostov Don”, Rostov Asistență: 3.200 Arbitri: Boričić, Marković |
| 11 martie 2017 16:00 | Cabral Barbosa, Managarova 5 | (13-8)  | Limal 4        | Palatul Sporturilor „Rostov Don”, Rostov Asistență: 3.200 Arbitri: Boričić, Marković |
| 11 martie 2017 16:00 | 5× 3×                        | Cronica | 5× 3×          | Palatul Sporturilor „Rostov Don”, Rostov Asistență: 3.200 Arbitri: Boričić, Marković |

| 12 martie 2017 16:00 | Kuban Krasnodar | 31 - 26 | SG BBM Bietigheim | Palatul Sporturilor „Olimp”, Krasnodar Asistență: 1.500 Arbitri: Metalari, Nikolovski |
| 12 martie 2017 16:00 | Žilinskaitė 10  | (15-13) | Naidzinavicius 6  | Palatul Sporturilor „Olimp”, Krasnodar Asistență: 1.500 Arbitri: Metalari, Nikolovski |
| 12 martie 2017 16:00 | 1× 3×           | Cronica | 3×                | Palatul Sporturilor „Olimp”, Krasnodar Asistență: 1.500 Arbitri: Metalari, Nikolovski |

| 12 martie 2017 18:00 | Nantes Handball | 28 - 31 | TuS Metzingen | Palais des Sports de Beaulieu, Nantes Asistență: 3.180 Arbitri: Kijauskaitė, Žalienė |
| 12 martie 2017 18:00 | Holta 6         | (16-15) | Szekerczés 10 | Palais des Sports de Beaulieu, Nantes Asistență: 3.180 Arbitri: Kijauskaitė, Žalienė |
| 12 martie 2017 18:00 | 3×              | Cronica | 3×            | Palais des Sports de Beaulieu, Nantes Asistență: 3.180 Arbitri: Kijauskaitė, Žalienė |

| 12 martie 2017 19:30 | Nykøbing Falster HK | 28 - 23 | Randers HK | Scandlines Arena, Nykøbing Falster Asistență: 1.452 Arbitri: Praštalo, Todorović |
| 12 martie 2017 19:30 | Hagman 10           | (13-12) | Heindahl 6 | Scandlines Arena, Nykøbing Falster Asistență: 1.452 Arbitri: Praštalo, Todorović |
| 12 martie 2017 19:30 | 2× 3×               | Cronica | 3× 2×      | Scandlines Arena, Nykøbing Falster Asistență: 1.452 Arbitri: Praštalo, Todorović |

### Semifinalele
| 8 aprilie 2017 20:00 | TuS Metzingen               | 18 - 29 | Rostov-Don   | Paul Horn-Arena, Tübingen Asistență: 1.900 Arbitri: Kažanegra, Vujačić |
| 8 aprilie 2017 20:00 | Behnke, Loseth, Obradović 4 | (9-12)  | Managarova 6 | Paul Horn-Arena, Tübingen Asistență: 1.900 Arbitri: Kažanegra, Vujačić |
| 8 aprilie 2017 20:00 | 3×                          | Cronica | 3×           | Paul Horn-Arena, Tübingen Asistență: 1.900 Arbitri: Kažanegra, Vujačić |

| 9 aprilie 2017 17:00 | SG BBM Bietigheim | 38 - 27 | Nykøbing Falster HK | MHP Arena, Ludwigsburg Asistență: 2.731 Arbitri: Gasmi, Gasmi |
| 9 aprilie 2017 17:00 | Müller 10         | (19-13) | Gravholt 6          | MHP Arena, Ludwigsburg Asistență: 2.731 Arbitri: Gasmi, Gasmi |
| 9 aprilie 2017 17:00 | 3×                | Cronica | 3×                  | MHP Arena, Ludwigsburg Asistență: 2.731 Arbitri: Gasmi, Gasmi |

| 15 aprilie 2017 16:00 | Rostov-Don           | 31 - 21 | TuS Metzingen | Palatul Sporturilor „Rostov Don”, Rostov Asistență: 2.000 Arbitri: Opava, Válek |
| 15 aprilie 2017 16:00 | Borșcenko, Makeeva 5 | (14-11) | Zapf 5        | Palatul Sporturilor „Rostov Don”, Rostov Asistență: 2.000 Arbitri: Opava, Válek |
| 15 aprilie 2017 16:00 | 1× 3×                | Cronica | 1×            | Palatul Sporturilor „Rostov Don”, Rostov Asistență: 2.000 Arbitri: Opava, Válek |

| 16 aprilie 2017 16:50 | Nykøbing Falster HK     | 32 - 28 | SG BBM Bietigheim | Arena Næstved, Næstved Asistență: 2.456 Arbitri: Martins, Martins |
| 16 aprilie 2017 16:50 | Gravholt, Kristiansen 7 | (20-12) | Visser 6          | Arena Næstved, Næstved Asistență: 2.456 Arbitri: Martins, Martins |
| 16 aprilie 2017 16:50 | 2× 3×                   | Cronica | 3× 2×             | Arena Næstved, Næstved Asistență: 2.456 Arbitri: Martins, Martins |

### Finala
Ordinea desfășurării celor două partide a fost stabilită prin tragere la sorți pe data de 18 aprilie 2017, la sediul EHF din Viena. Meciul tur a avut loc pe 7 mai 2017, pe terenul echipei germane SG BBM Bietigheim, în timp ce returul a avut loc pe 13 mai, în Rusia.
| 7 mai 2017 17:00 | SG BBM Bietigheim | 25 - 28 | Rostov-Don       | MHP Arena, Ludwigsburg Asistență: 3.500 Arbitri: Tzaferopoulos, Bethmann |
| 7 mai 2017 17:00 | S.Müller 6        | (16-14) | Cabral Barbosa 7 | MHP Arena, Ludwigsburg Asistență: 3.500 Arbitri: Tzaferopoulos, Bethmann |
| 7 mai 2017 17:00 | 2× 3×             | Cronica | 2×               | MHP Arena, Ludwigsburg Asistență: 3.500 Arbitri: Tzaferopoulos, Bethmann |

| 13 mai 2017 16:00 | Rostov-Don   | 25 - 21 | SG BBM Bietigheim    | Palatul Sporturilor „Rostov Don”, Rostov Asistență: 3.490 Arbitri: Praštalo, Todorović |
| 13 mai 2017 16:00 | Managarova 6 | (12-12) | N.Müller, S.Müller 5 | Palatul Sporturilor „Rostov Don”, Rostov Asistență: 3.490 Arbitri: Praštalo, Todorović |
| 13 mai 2017 16:00 | 1× 3×        | Cronica | 3× 1×                | Palatul Sporturilor „Rostov Don”, Rostov Asistență: 3.490 Arbitri: Praštalo, Todorović |

## Clasamentul marcatoarelor
La realizarea clasamentului au fost luate în considerare doar golurile înscrise începând cu faza grupelor.
Actualizat pe 13 mai 2017
| Poz. | Nume                             | Echipă              | Goluri |
| ---- | -------------------------------- | ------------------- | ------ |
| 1    | Susann Müller (GER)              | SG BBM Bietigheim   | 77     |
| 2    | Nathalie Hagman (SWE)            | Nykøbing Falster HK | 68     |
| 3    | Alexandrina Cabral Barbosa (ESP) | Rostov-Don          | 58     |
| 4    | Anna Loerper (GER)               | TuS Metzingen       | 56     |
| 5    | Kristina Kristiansen (DEN)       | Nykøbing Falster HK | 54     |
| 6    | Katarina Krpež Slezak (SRB)      | ÉRD                 | 44     |
| 6    | Nina Müller (GER)                | SG BBM Bietigheim   | 44     |
| 6    | Viktorija Žilinskaitė (RUS)      | Kuban Krasnodar     | 44     |
| 9    | Angie Geschke (GER)              | VfL Oldenburg       | 43     |
| 9    | Elena Gjeorgjievska (MKD)        | Alba Fehérvár KC    | 43     |
| 9    | Kim Naidzinavicius (GER)         | SG BBM Bietigheim   | 43     |